# Cinquième concile de Constantinople
Pour les articles homonymes, voir Concile de Constantinople.
Le cinquième concile de Constantinople est le nom donné à une série de six conciles patriarcaux tenus dans la capitale byzantine de Constantinople entre 1341 et 1351, pour faire face à un différend concernant la doctrine mystique de l'hésychasme. Ceux-ci sont également appelés les conciles hésychastes ou les conciles palamites, car ils ont discuté de la théologie de Grégoire Palamas, auquel Barlaam de Seminara s'est opposé durant le premier concile ; d'autres s'y opposèrent lors des cinq conciles suivants. 
Le résultat de ces conciles est accepté comme ayant l'autorité d'un concile œcuménique par certains chrétiens orthodoxes. 

## Histoire
Lorsqu'il devint clair que le différend entre Barlaam et Palamas était inconciliable et nécessiterait le jugement d'une assemblée épiscopale, une série de six conciles patriarcaux s'est tenue à Constantinople le 10 juin 1341, le 13 août 1341, le 4 novembre 1344, le 1er février 1347, le 8 février 1347 et le 28 mai 1351 pour examiner les questions soulevées.
L'empereur Andronicus III, principal partisan de Barlaam, décéda cinq jours seulement après la fin du synode. Bien que Barlaam espérait initialement une deuxième chance de présenter son cas contre Palamas, il réalisa vite la futilité de plaider sa cause et partit pour la Calabre où il s'est converti à l'Église romaine et fut nommé évêque de Gerace.  
En mai 1351, un concile patriarcal acquitta définitivement Palamas et condamna ses opposants. Ce synode ordonna que les métropolites d'Éphèse et de Ganos soient défroqués et emprisonnés. Tous ceux qui refusaient de se soumettre à la vision orthodoxe devaient être excommuniés et gardés sous surveillance à leur domicile. Une série d'anathèmes furent prononcés contre Barlaam, Akindynos et leurs partisans ; en même temps, une série d'acclamations furent également prononcées en faveur de Grégoire Palamas et des adeptes de sa doctrine. 